# Élections cantonales de 2011 dans le Doubs
Les élections cantonales ont eu lieu les 20 et 27 mars 2011.

## Contexte départemental

### Assemblée départementale sortante
Avant les élections, le conseil général du Doubs est présidé par Claude Jeannerot (PS). Il comprend 35 conseillers généraux issus des 35 cantons du Doubs. 18 d'entre eux sont renouvelables lors de ces élections.
| Parti                             | Sigle | Élus |
| --------------------------------- | ----- | ---- |
| Majorité (20 sièges)              |       |      |
| Parti socialiste                  | PS    | 16   |
| Divers gauche                     | DVG   | 3    |
| Europe Écologie Les Verts         | EELV  | 1    |
| Opposition (15 sièges)            |       |      |
| Union pour un mouvement populaire | UMP   | 12   |
| Divers droite                     | DVD   | 3    |
| Président du Conseil Général      |       |      |
| Claude Jeannerot (PS)             |       |      |

## Résultats à l'échelle du département

### Résultats en nombre de sièges
| Parti | Sièges mis en jeu | Élus | Évolution |
| ----- | ----------------- | ---- | --------- |
| PS    | 7                 | 9    | +2        |
| UMP   | 7                 | 6    | -1        |
| DVD   | 2                 | 1    | -1        |
| DVG   | 2                 | 2    | =         |

### Assemblée départementale à l'issue des élections
| Parti                             | Sigle | Élus |
| --------------------------------- | ----- | ---- |
| Majorité (22 sièges)              |       |      |
| Parti socialiste                  | PS    | 18   |
| Divers gauche                     | DVG   | 3    |
| Europe Écologie Les Verts         | EELV  | 1    |
| Opposition (13 sièges)            |       |      |
| Union pour un mouvement populaire | UMP   | 11   |
| Divers droite                     | DVD   | 2    |
| Président du Conseil général      |       |      |
| Claude Jeannerot (PS)             |       |      |

## Résultats par canton

### Canton de Besançon-Nord-Ouest
| Candidats      | Candidats         | Étiquette      | Premier tour | Premier tour | Second tour | Second tour |
| Candidats      | Candidats         | Étiquette      | Voix         | %            | Voix        | %           |
| -------------- | ----------------- | -------------- | ------------ | ------------ | ----------- | ----------- |
|                | Vincent Fuster*   | PS             | 1 145        | 41,34        | 1 913       | 65,69       |
|                | Jean-Marie Girerd | UMP            | 794          | 28,66        | 999         | 34,31       |
|                | Corinne Tissier   | EÉLV           | 430          | 15,52        |             |             |
|                | Emmanuel Girod    | PG             | 272          | 9,82         |             |             |
|                | Hervé Drouot      | DIV            | 94           | 3,39         |             |             |
|                | Damien Leclerc    | POI            | 35           | 1,26         |             |             |
|                |                   |                |              |              |             |             |
| Inscrits       | Inscrits          | Inscrits       | 8 765        | 100,00       | 8 765       | 100,00      |
| Abstentions    | Abstentions       | Abstentions    | 5 903        | 67,35        | 5 695       | 64,97       |
| Votants        | Votants           | Votants        | 2 862        | 32,65        | 3 070       | 35,03       |
| Blancs et nuls | Blancs et nuls    | Blancs et nuls | 92           | 3,21         | 158         | 5,15        |
| Exprimés       | Exprimés          | Exprimés       | 2 770        | 96,79        | 2 912       | 94,85       |

*sortant

### Canton de Besançon-Ouest
| Candidats      | Candidats           | Étiquette      | Premier tour | Premier tour | Second tour | Second tour |
| Candidats      | Candidats           | Étiquette      | Voix         | %            | Voix        | %           |
| -------------- | ------------------- | -------------- | ------------ | ------------ | ----------- | ----------- |
|                | Claude Jeannerot*   | PS             | 1 834        | 36,17        | 3 151       | 65,62       |
|                | Marie-Laure Dalphin | UMP            | 1 148        | 22,64        | 1 651       | 34,38       |
|                | Nicolas Guillemet   | EÉLV           | 848          | 16,73        |             |             |
|                | Maurice Curtat      | FN             | 739          | 14,58        |             |             |
|                | Annie Ménétrier     | PG             | 501          | 9,88         |             |             |
|                |                     |                |              |              |             |             |
| Inscrits       | Inscrits            | Inscrits       | 13 083       | 100,00       | 13 083      | 100,00      |
| Abstentions    | Abstentions         | Abstentions    | 7 930        | 60,61        | 7 961       | 60,85       |
| Votants        | Votants             | Votants        | 5 153        | 39,39        | 5 122       | 39,15       |
| Blancs et nuls | Blancs et nuls      | Blancs et nuls | 83           | 1,61         | 320         | 6,25        |
| Exprimés       | Exprimés            | Exprimés       | 5 070        | 98,39        | 4 802       | 93,75       |

*sortant

### Canton d'Étupes
| Candidats      | Candidats           | Étiquette      | Premier tour | Premier tour | Second tour | Second tour |
| Candidats      | Candidats           | Étiquette      | Voix         | %            | Voix        | %           |
| -------------- | ------------------- | -------------- | ------------ | ------------ | ----------- | ----------- |
|                | Michel Rondot*      | PS             | 1 562        | 34,84        | 2 658       | 57,57       |
|                | Roland Boillot      | FN             | 1 392        | 31,05        | 1 959       | 42,43       |
|                | Eric Legrand        | UMP            | 924          | 20,61        |             |             |
|                | Catherine Lutz      | EÉLV           | 288          | 6,42         |             |             |
|                | Jean-Pierre Richard | PCF            | 201          | 4,48         |             |             |
|                | Yves Vola           | ECO            | 116          | 2,59         |             |             |
|                |                     |                |              |              |             |             |
| Inscrits       | Inscrits            | Inscrits       | 9 543        | 100,00       | 9 541       | 100,00      |
| Abstentions    | Abstentions         | Abstentions    | 4 982        | 52,21        | 4 539       | 47,57       |
| Votants        | Votants             | Votants        | 4 561        | 47,79        | 5 002       | 52,43       |
| Blancs et nuls | Blancs et nuls      | Blancs et nuls | 78           | 1,71         | 385         | 7,70        |
| Exprimés       | Exprimés            | Exprimés       | 4 483        | 98,29        | 4 617       | 92,30       |

*sortant

### Canton de Montbéliard-Est
| Candidats      | Candidats             | Étiquette      | Premier tour | Premier tour | Second tour | Second tour |
| Candidats      | Candidats             | Étiquette      | Voix         | %            | Voix        | %           |
| -------------- | --------------------- | -------------- | ------------ | ------------ | ----------- | ----------- |
|                | Marie-Noëlle Biguinet | UMP            | 1 636        | 28,54        | 3 249       | 62,86       |
|                | Gérard Bourquin       | FN             | 1 433        | 25,00        | 1 920       | 37,13       |
|                | Eric Lancon           | PS             | 1 173        | 20,46        |             |             |
|                | Bernard Lachambre     | EÉLV           | 551          | 9,61         |             |             |
|                | Lionel Manière        | PCF            | 376          | 6,56         |             |             |
|                | Ilker Ciftci          | DIV            | 297          | 5,18         |             |             |
|                | Jilali Zakraoui       | DIV            | 201          | 3,51         |             |             |
|                | Christian Oberon      | POI            | 65           | 1,13         |             |             |
|                |                       |                |              |              |             |             |
| Inscrits       | Inscrits              | Inscrits       | 14 667       | 100,00       | 14 668      | 100,00      |
| Abstentions    | Abstentions           | Abstentions    | 8 747        | 59,64        | 8 672       | 59,12       |
| Votants        | Votants               | Votants        | 5 920        | 40,36        | 5 996       | 40,88       |
| Blancs et nuls | Blancs et nuls        | Blancs et nuls | 188          | 3,18         | 827         | 13,79       |
| Exprimés       | Exprimés              | Exprimés       | 5 732        | 96,82        | 5 169       | 86,21       |

*sortant

### Canton de Montbéliard-Ouest
| Candidats      | Candidats             | Étiquette      | Premier tour | Premier tour | Second tour | Second tour |
| Candidats      | Candidats             | Étiquette      | Voix         | %            | Voix        | %           |
| -------------- | --------------------- | -------------- | ------------ | ------------ | ----------- | ----------- |
|                | Pierre Hélias         | PS             | 2 164        | 37,12        | 3 657       | 59,07       |
|                | Philippe Mouilleseaux | FN             | 1 803        | 30,93        | 2 534       | 40,93       |
|                | Gaston Cornu          | UMP            | 1 222        | 20,96        |             |             |
|                | Tassadit Taharount    | EÉLV           | 356          | 6,11         |             |             |
|                | Marie-Ange Débard     | EXG            | 285          | 4,89         |             |             |
|                |                       |                |              |              |             |             |
| Inscrits       | Inscrits              | Inscrits       | 12 789       | 100,00       | 12 789      | 100,00      |
| Abstentions    | Abstentions           | Abstentions    | 6 767        | 52,91        | 6 091       | 47,63       |
| Votants        | Votants               | Votants        | 6 022        | 47,09        | 6 698       | 52,37       |
| Blancs et nuls | Blancs et nuls        | Blancs et nuls | 192          | 3,19         | 507         | 7,57        |
| Exprimés       | Exprimés              | Exprimés       | 5 830        | 96,81        | 6 191       | 92,43       |

### Canton de Montbenoît
| Candidats      | Candidats           | Étiquette      | Premier tour | Premier tour |
| Candidats      | Candidats           | Étiquette      | Voix         | %            |
| -------------- | ------------------- | -------------- | ------------ | ------------ |
|                | Alain Marguet*      | UMP            | 1 493        | 52,83        |
|                | Gilles Bolle-Reddat | PS             | 800          | 28,31        |
|                | Christophe Mahé     | FN             | 395          | 13,98        |
|                | Fabrice Girardet    | DVD            | 138          | 4,88         |
|                |                     |                |              |              |
| Inscrits       | Inscrits            | Inscrits       | 4 912        | 100,00       |
| Abstentions    | Abstentions         | Abstentions    | 1 979        | 40,29        |
| Votants        | Votants             | Votants        | 2 933        | 59,71        |
| Blancs et nuls | Blancs et nuls      | Blancs et nuls | 107          | 3,65         |
| Exprimés       | Exprimés            | Exprimés       | 2 826        | 96,35        |

*sortant

### Canton de Morteau
| Candidats      | Candidats      | Étiquette      | Premier tour | Premier tour | Second tour | Second tour |
| Candidats      | Candidats      | Étiquette      | Voix         | %            | Voix        | %           |
| -------------- | -------------- | -------------- | ------------ | ------------ | ----------- | ----------- |
|                | Albert Rognon* | UMP            | 3 241        | 55,84        | 3 578       | 57,50       |
|                | Thierry Munier | PS             | 1 840        | 31,70        | 2 645       | 42,50       |
|                | Claude Faivre  | EXG            | 723          | 12,46        |             |             |
|                |                |                |              |              |             |             |
| Inscrits       | Inscrits       | Inscrits       | 13 376       | 100,00       | 13 376      | 100,00      |
| Abstentions    | Abstentions    | Abstentions    | 7 216        | 53,95        | 6 822       | 51,00       |
| Votants        | Votants        | Votants        | 6 160        | 46,05        | 6 554       | 49,00       |
| Blancs et nuls | Blancs et nuls | Blancs et nuls | 356          | 5,78         | 331         | 5,05        |
| Exprimés       | Exprimés       | Exprimés       | 5 804        | 94,22        | 6 223       | 94,95       |

*sortant

### Canton de Mouthe
| Candidats      | Candidats            | Étiquette      | Premier tour | Premier tour |
| Candidats      | Candidats            | Étiquette      | Voix         | %            |
| -------------- | -------------------- | -------------- | ------------ | ------------ |
|                | Jean-Marie Saillard* | DVD            | 1 743        | 58,89        |
|                | Claire Rousseau      | EÉLV           | 585          | 19,76        |
|                | Matthieu Gomez       | FN             | 318          | 10,74        |
|                | Karine Grosjean      | PS             | 314          | 10,61        |
|                |                      |                |              |              |
| Inscrits       | Inscrits             | Inscrits       | 6 148        | 100,00       |
| Abstentions    | Abstentions          | Abstentions    | 3 106        | 50,52        |
| Votants        | Votants              | Votants        | 3 042        | 49,48        |
| Blancs et nuls | Blancs et nuls       | Blancs et nuls | 82           | 2,70         |
| Exprimés       | Exprimés             | Exprimés       | 2 960        | 97,30        |

*sortant

### Canton d'Ornans
| Candidats      | Candidats              | Étiquette      | Premier tour | Premier tour |
| Candidats      | Candidats              | Étiquette      | Voix         | %            |
| -------------- | ---------------------- | -------------- | ------------ | ------------ |
|                | Jean-François Longeot* | UMP            | 2 970        | 60,17        |
|                | Jacques Moniotte       | PS             | 1 223        | 24,78        |
|                | Eric Durand            | EÉLV           | 521          | 10,56        |
|                | Roger Bidalot          | EXG            | 168          | 3,40         |
|                | Laurence Stirby        | POI            | 54           | 1,09         |
|                |                        |                |              |              |
| Inscrits       | Inscrits               | Inscrits       | 8 595        | 100,00       |
| Abstentions    | Abstentions            | Abstentions    | 3 513        | 40,87        |
| Votants        | Votants                | Votants        | 5 082        | 59,13        |
| Blancs et nuls | Blancs et nuls         | Blancs et nuls | 146          | 2,87         |
| Exprimés       | Exprimés               | Exprimés       | 4 936        | 97,13        |

*sortant

### Canton de Pierrefontaine-les-Varans
| Candidats      | Candidats           | Étiquette      | Premier tour | Premier tour | Second tour | Second tour |
| Candidats      | Candidats           | Étiquette      | Voix         | %            | Voix        | %           |
| -------------- | ------------------- | -------------- | ------------ | ------------ | ----------- | ----------- |
|                | Jean-Marie Pobelle* | UMP            | 1 403        | 46,14        | 1 706       | 55,52       |
|                | Xavier Degois       | PS             | 1 086        | 35,71        | 1 367       | 44,48       |
|                | James Baeckler      | FN             | 552          | 18,15        |             |             |
|                |                     |                |              |              |             |             |
| Inscrits       | Inscrits            | Inscrits       | 5 584        | 100,00       | 5 584       | 100,00      |
| Abstentions    | Abstentions         | Abstentions    | 2 383        | 42,68        | 2 300       | 41,19       |
| Votants        | Votants             | Votants        | 3 201        | 57,32        | 3 284       | 58,81       |
| Blancs et nuls | Blancs et nuls      | Blancs et nuls | 160          | 5,00         | 211         | 6,43        |
| Exprimés       | Exprimés            | Exprimés       | 3 041        | 95,00        | 3 073       | 93,57       |

*sortant

### Canton de Pontarlier
| Candidats      | Candidats             | Étiquette      | Premier tour | Premier tour | Second tour | Second tour |
| Candidats      | Candidats             | Étiquette      | Voix         | %            | Voix        | %           |
| -------------- | --------------------- | -------------- | ------------ | ------------ | ----------- | ----------- |
|                | Christian Pourny      | UMP            | 3 324        | 32,70        | 4 919       | 48,65       |
|                | Christian Bouday*     | DVG            | 3 157        | 31,06        | 5 193       | 51,35       |
|                | Claude Vernier        | FN             | 1 782        | 17,53        |             |             |
|                | François Mandil       | EÉLV           | 1 542        | 15,17        |             |             |
|                | Jean-Manuel Fernandez | PCF            | 359          | 3,53         |             |             |
|                |                       |                |              |              |             |             |
| Inscrits       | Inscrits              | Inscrits       | 22 546       | 100,00       | 22 534      | 100,00      |
| Abstentions    | Abstentions           | Abstentions    | 12 092       | 53,63        | 11 702      | 51,93       |
| Votants        | Votants               | Votants        | 10 454       | 46,37        | 10 832      | 48,07       |
| Blancs et nuls | Blancs et nuls        | Blancs et nuls | 290          | 2,77         | 720         | 6,65        |
| Exprimés       | Exprimés              | Exprimés       | 10 164       | 97,23        | 10 112      | 93,35       |

*sortant

### Canton de Pont-de-Roide
| Candidats      | Candidats        | Étiquette      | Premier tour | Premier tour | Second tour | Second tour |
| Candidats      | Candidats        | Étiquette      | Voix         | %            | Voix        | %           |
| -------------- | ---------------- | -------------- | ------------ | ------------ | ----------- | ----------- |
|                | Frédéric Barbier | PS             | 1 993        | 34,17        | 2 732       | 41,72       |
|                | Louis Cuenin*    | UMP            | 1 896        | 32,51        | 2 240       | 34,21       |
|                | Sophie Montel    | FN             | 1 455        | 24,95        | 1 576       | 24,07       |
|                | Brigitte Mulat   | EÉLV           | 350          | 6,00         |             |             |
|                | Jacques Saillet  | PCF            | 138          | 2,37         |             |             |
|                |                  |                |              |              |             |             |
| Inscrits       | Inscrits         | Inscrits       | 11 048       | 100,00       | 11 047      | 100,00      |
| Abstentions    | Abstentions      | Abstentions    | 5 082        | 46,00        | 4 341       | 39,30       |
| Votants        | Votants          | Votants        | 5 966        | 54,00        | 6 706       | 60,70       |
| Blancs et nuls | Blancs et nuls   | Blancs et nuls | 134          | 2,25         | 158         | 2,36        |
| Exprimés       | Exprimés         | Exprimés       | 5 832        | 97,75        | 6 548       | 97,64       |

*sortant

### Canton de Quingey
| Candidats      | Candidats          | Étiquette      | Premier tour | Premier tour | Second tour | Second tour |
| Candidats      | Candidats          | Étiquette      | Voix         | %            | Voix        | %           |
| -------------- | ------------------ | -------------- | ------------ | ------------ | ----------- | ----------- |
|                | Jacques Breuil*    | PS             | 1 613        | 43,28        | 2 176       | 58,87       |
|                | Laurence Breuillot | UMP            | 1 120        | 30,05        | 1 520       | 41,13       |
|                | Robert Sennerich   | FN             | 568          | 15,24        |             |             |
|                | Aline Barbier      | PG             | 426          | 11,43        |             |             |
|                |                    |                |              |              |             |             |
| Inscrits       | Inscrits           | Inscrits       | 6 763        | 100,00       | 6 771       | 100,00      |
| Abstentions    | Abstentions        | Abstentions    | 2 935        | 43,40        | 2 837       | 41,90       |
| Votants        | Votants            | Votants        | 3 828        | 56,60        | 3 934       | 58,10       |
| Blancs et nuls | Blancs et nuls     | Blancs et nuls | 101          | 2,64         | 238         | 6,05        |
| Exprimés       | Exprimés           | Exprimés       | 3 727        | 97,36        | 3 696       | 93,95       |

*sortant

### Canton de Rougemont
| Candidats      | Candidats       | Étiquette      | Premier tour | Premier tour | Second tour | Second tour |
| Candidats      | Candidats       | Étiquette      | Voix         | %            | Voix        | %           |
| -------------- | --------------- | -------------- | ------------ | ------------ | ----------- | ----------- |
|                | Danièle Nevers* | PS             | 829          | 43,18        | 1 079       | 57,18       |
|                | Bernard Cour    | UMP            | 607          | 31,61        | 808         | 42,82       |
|                | Francis Mougin  | FN             | 267          | 13,91        |             |             |
|                | Franck Petit    | EÉLV           | 217          | 11,30        |             |             |
|                |                 |                |              |              |             |             |
| Inscrits       | Inscrits        | Inscrits       | 3 249        | 100,00       | 3 249       | 100,00      |
| Abstentions    | Abstentions     | Abstentions    | 1 283        | 39,49        | 1 225       | 37,70       |
| Votants        | Votants         | Votants        | 1 966        | 60,51        | 2 024       | 62,30       |
| Blancs et nuls | Blancs et nuls  | Blancs et nuls | 46           | 2,34         | 137         | 6,77        |
| Exprimés       | Exprimés        | Exprimés       | 1 920        | 97,66        | 1 887       | 93,23       |

*sortant

### Canton de Roulans
| Candidats      | Candidats         | Étiquette      | Premier tour | Premier tour | Second tour | Second tour |
| Candidats      | Candidats         | Étiquette      | Voix         | %            | Voix        | %           |
| -------------- | ----------------- | -------------- | ------------ | ------------ | ----------- | ----------- |
|                | Claude Dallavalle | PS             | 1 077        | 31,31        | 1 900       | 54,91       |
|                | Bruno Leclert     | UMP            | 995          | 28,92        | 1 560       | 45,09       |
|                | Bernard Gindrat   | FN             | 601          | 17,47        |             |             |
|                | Nathalie Poisot   | EÉLV           | 488          | 14,19        |             |             |
|                | Gérard Schoenberg | PG             | 279          | 8,11         |             |             |
|                |                   |                |              |              |             |             |
| Inscrits       | Inscrits          | Inscrits       | 6 435        | 100,00       | 6 434       | 100,00      |
| Abstentions    | Abstentions       | Abstentions    | 2 895        | 44,99        | 2 707       | 42,07       |
| Votants        | Votants           | Votants        | 3 540        | 55,01        | 3 727       | 57,93       |
| Blancs et nuls | Blancs et nuls    | Blancs et nuls | 100          | 2,82         | 267         | 7,16        |
| Exprimés       | Exprimés          | Exprimés       | 3 440        | 97,18        | 3 460       | 92,84       |

### Canton du Russey
| Candidats      | Candidats      | Étiquette      | Premier tour | Premier tour |
| Candidats      | Candidats      | Étiquette      | Voix         | %            |
| -------------- | -------------- | -------------- | ------------ | ------------ |
|                | Gilles Robert  | PS             | 1 584        | 52,40        |
|                | Daniel Leroux* | UMP            | 1 439        | 47,60        |
|                |                |                |              |              |
| Inscrits       | Inscrits       | Inscrits       | 4 902        | 100,00       |
| Abstentions    | Abstentions    | Abstentions    | 1 704        | 34,76        |
| Votants        | Votants        | Votants        | 3 198        | 65,24        |
| Blancs et nuls | Blancs et nuls | Blancs et nuls | 175          | 5,47         |
| Exprimés       | Exprimés       | Exprimés       | 3 023        | 94,53        |

*sortant

### Canton de Saint-Hippolyte
| Candidats      | Candidats        | Étiquette      | Premier tour | Premier tour | Second tour | Second tour |
| Candidats      | Candidats        | Étiquette      | Voix         | %            | Voix        | %           |
| -------------- | ---------------- | -------------- | ------------ | ------------ | ----------- | ----------- |
|                | Serge Cagnon     | UMP            | 1 045        | 49,34        | 1 331       | 64,33       |
|                | Chantal Vernier  | PS             | 585          | 27,62        | 738         | 35,67       |
|                | Sylvianne Schott | FN             | 296          | 13,98        |             |             |
|                | Denis Narbey     | EÉLV           | 150          | 7,08         |             |             |
|                | André Giust      | PCF            | 42           | 1,98         |             |             |
|                |                  |                |              |              |             |             |
| Inscrits       | Inscrits         | Inscrits       | 3 563        | 100,00       | 3 563       | 100,00      |
| Abstentions    | Abstentions      | Abstentions    | 1 366        | 38,34        | 1 380       | 38,73       |
| Votants        | Votants          | Votants        | 2 197        | 61,66        | 2 183       | 61,27       |
| Blancs et nuls | Blancs et nuls   | Blancs et nuls | 79           | 3,60         | 114         | 5,22        |
| Exprimés       | Exprimés         | Exprimés       | 2 118        | 96,40        | 2 069       | 94,78       |

### Canton de Vercel-Villedieu-le-Camp
| Candidats      | Candidats            | Étiquette      | Premier tour | Premier tour | Second tour | Second tour |
| Candidats      | Candidats            | Étiquette      | Voix         | %            | Voix        | %           |
| -------------- | -------------------- | -------------- | ------------ | ------------ | ----------- | ----------- |
|                | Léon Bessot*         | DVG            | 2 025        | 43,21        | 2 613       | 59,31       |
|                | Albert Grosperrin    | UMP            | 1 308        | 27,91        | 1 793       | 40,69       |
|                | Marie-Claude Olivier | FN             | 759          | 16,20        |             |             |
|                | David Vieille        | EÉLV           | 509          | 10,86        |             |             |
|                | Daniella Chaillet    | PG             | 85           | 1,81         |             |             |
|                |                      |                |              |              |             |             |
| Inscrits       | Inscrits             | Inscrits       | 8 406        | 100,00       | 8 408       | 100,00      |
| Abstentions    | Abstentions          | Abstentions    | 3 602        | 42,85        | 3 718       | 44,22       |
| Votants        | Votants              | Votants        | 4 804        | 57,15        | 4 690       | 55,78       |
| Blancs et nuls | Blancs et nuls       | Blancs et nuls | 118          | 2,46         | 284         | 6,06        |
| Exprimés       | Exprimés             | Exprimés       | 4 686        | 97,54        | 4 406       | 93,94       |

*sortant